# NGC 5475
NGC 5475 je spiralna galaktika u zviježđu Velikom medvjedu. 

## Vanjske poveznice
- (engl.) SEDS: NGC 5475
- (engl.) Hartmut Frommert: Revidirani Novi opći katalog
- (engl.) Izvangalaktička baza podataka NASA-e i IPAC-a
- (engl.) Astronomska baza podataka SIMBAD
- (engl.) VizieR
- DSS-ova slika NGC 5475  Arhivirana inačica izvorne stranice od 9. ožujka 2016. (Wayback Machine)
- (engl.) Auke Slotegraaf: NGC 5475 Deep Sky Observer's Companion
- (engl.) Courtney Seligman: Objekti Novog općeg kataloga: NGC 5450 - 5499